# Technical Ecstasy
Technical Ecstasy este un album din 1976 al trupei de heavy metal, Black Sabbath.

## Tracklist
1. "Back Street Kids" (3:47)
2. "You Won't Change Me" (6:42)
3. "It's Alright" (4:04)
4. "Gypsy" (5:14)
5. "All Moving Parts (Stand Still)" (5:07)
6. "Rock 'n' Roll Doctor" (3:30)
7. "She's Gone" (4:58)
8. "Dirty Women" (7:13)

- Toate cântecele au fost scrise de Tony Iommi, Geezer Butler, Bill Ward și Ozzy Osbourne.

## Single-uri
- "Rock 'n' Roll Doctor" (1976)
- "Dirty Women" (1976)

## Componență
- Ozzy Osbourne - voce
- Tony Iommi - chitară
- Geezer Butler - chitară bas
- Bill Ward - baterie, voce pe "It's Alright"